# SOKO G-2 Galeb
SOKO G-2 Galeb (z serb.-chorw. "mewa") – jugosłowiański samolot szkolno-treningowy i szturmowy opracowany na początku lat 60. XX wieku przez przedsiębiorstwo SOKO. Na jego bazie opracowano szturmowo-rozpoznawczy samolot J-21 Jastreb.
Samolot jest dwumiejscowym, jednosilnikowym dolnopłatem o konstrukcji metalowej. Uzbrojenie samolotu stanowią dwa karabiny maszynowe M3 kalibru 12,7 mm. Dodatkowo Galeb może przenosić pod kadłubem do 300 kg bomb i niekierowanych pocisków rakietowych.
Oblot samolotu miał miejsce w maju 1961 roku, a produkcja trwała od 1963 do 1983 roku. Samoloty wykorzystywane były przez Jugosłowiańskie Siły Powietrzne oraz eksportowane do Libii i Zambii. Podczas wojny w Bośni kilka egzemplarzy samolotu używanych było również przez wojska chorwackie i Republiki Serbskiej.
Na bzie Galeba opracowano samolot szturmowy Soko J-21 Jastreb.